# 리플리: 더 시리즈
《리플리: 더 시리즈》(영어: Ripley)는 넷플릭스에서 2024년 4월 공개된 미국의 심리 스릴러 드라마이다.